# رصاصة في الرأس (فلم)
رصاصة في الرأس (بالإنجليزية: Bullet to the Head) فيلم اكشن، جريمة، وإثارة أمريكي للمخرج والتر هيل عام 2012، استند سيناريو أليساندرو كامون  إلى الرواية المصورة الفرنسية "رأسه متحجر Du plomb dans la tête" التي كتبها ماتز ورسمها كولين ويلسون. الفيلم من بطولة سيلفستر ستالون، سونغ كانغ، سارة شاهي، أديوالي أقباجي، كريستيان سلاتر، وجايسون موموا  وتدور أحداث الفيلم حول قاتل محترف بمدينة نيويورك يحاول الانتقام لمقتل أحد أصدقائه، وتجبره الظروف إلى الاتحاد مع ضابط شرطة يحاول هو الآخر الانتقام لمقتل صديقه، ومن هنا يبدأ الاثنان سعيهما لمعرفة القاتل المشترك لأعز أصدقائهما.
حصل الفيلم على عرض اختباري حصري في مهرجان روما السينمائي الدولي في 14 نوفمبر 2012  وصدر رسميًا إلى دور العرض الأمريكية في 1 فبراير 2013. تلقى الفيلم آراء متباينة وكان قنبلة شباك التذاكر أو إخفاق شباك التذاكر (لم يحقق المتوقع).
منح موقع قاعدة بيانات الأفلام على الإنترنت (IMDB) الفيلم درجة 5.7/ 10.
منح موقع قاعدة بيانات الأفلام العربية "السينما.كوم" الفيلم درجة 6.2/ 10.

## طاقم التمثيل
سيلفستر ستالون: في دور جيمس "جيمي بوبو" بونومو
سونغ كانغ: في دور المحقق تايلور كوون
سارة شاهي: في دور ليزا بونومو
أديوالي أقباجي: في دور روبرت نكومو موريل
جيسون موموا: في دور كيجان
كريستيان سلاتر: في دور ماركوس بابتيست
جون سيدا: في دور لوي بلانشارد
هولت ماكالاني: في دور هانك غريلي
بريان فان هولت: في دور روني "كاوبوي روني" إيرل
ويرونيكا روساتي: في دور لولا
دان رودس: في دور الملازم ليبرتون
ماركوس لايل براون: في دور المخبر
دوجلاس إم جريفين: في دور جاك "بيبي جاك" لوموين
دون يسو: في دور سانت تشارلز نادل
دانا جورييه: في دور نائبة الطبيب الشرعي 

## أحداث الفيلم
يقوم القاتل المأجور جيمي بوبو (سيلفستر ستالون) وشريكه لويس بلانشارد (جون سيدا) بقتل الشرطي الفاسد هانك غريلي (هولت ماكالاني)، ولكنه يترك العاهرة لولا (ويرونيكا روساتي) على قيد الحياة. يذهب بوبو وبلانشارد، بعد التخلص من أسلحة الجريمة، إلى حانة لمقابلة من كلفهم بمهمة القتل للحصول على الأجر وهناك يحاول القاتل المأجور كيجان (جيسون موموا) قتل الأثنين، يتمكن من ذبح بلانشارد ولكنه يفشل في قتل بوبو.
يصل المحقق تايلور كوون (سونغ كانغ) من واشنطن العاصمة إلى نيو أورلينز للتحقيق في وفاة شريكه السابق غريلي، ويلتقي بالملازم ليبرتون (دان رودس)، ويستنتج أن بلانشارد وبوبو قتلا غريلي. في هذه الأثناء، يلتقي كيجان برجل الأعمال روبرت موريل (أديوالي أقباجي) والمحامي ماركوس بابتيست (كريستيان سلاتر) الذي يكشف أن غريلي حاول ابتزاز موريل، رجل الأعمال القادم من جنوب أفريقيا لشراء أراضي وبناء مباني بطرق ملتوية ورشاوي، وقام غريلي بتزويد رجل العصابة المحلي بيبي جاك (دوجلاس إم جريفين) بملف يفصل عمليات موريل غير القانونية. يقوم كيجان بتنفيذ تعليمات موريل وقتل بيبي جاك ورجاله ويسترد الملف.
يلتقي المحقق كوون مع بوبو في حانة ويخبره أنه يعرف أنه وبلانشارد قتلا غريلي. يغادر بوبو، وعندما يحاول كوون ملاحقته، يتعرض لهجوم رجال الشرطة الفاسدين الذين أمرهم موريل بمنعه من إجراء مزيد من التحقيقات حول غريلي. يتمكن كوون من نزع سلاح أحدهم ويطلق عليهم النار ولكنه يصاب في كتفه، وهنا يأتي بوبو بسيارته مسرعاً وينقذ كوون.
يصطحب بوبو المحقق المصاب إلى صالون للوشم تديره ابنة بوبو الشابة ليزا (سارة شاهي) حيث تعالجه وتستخرج رصاصة من كتفه.
يذهب بوبو وكوون إلى صالون تدليك حيث يستجوب بوبو الوسيط الذي استأجره هو وبلانشارد نيابة عن موريل، روني إيرل (بريان فان هولت)، الذي يحاول قتل بوبو، لكن بوبو يتمكن من قتله، ويوافق بوبو وكون على العمل معًا.
يختطف بوبو وكون المحامي بابتيست وفي منزل بوبو يضطر بابتيست إلى تسليمهم محرك أقراص فلاش عليه تفاصيل خطط موريل للحصول على مشاريع الإسكان وهدمها لبناء مباني الفارهة، ويكشف أن كيغان هو مرتزق سابق تم توظيفه ليكون منفذ لخطط موريل. يطلق بوبو النار على رأس بابتيست. يتتبع كيجان ورجاله هاتف بابتيست الخلوي إلى منزل بوبو، لكن بوبو وكوون يتمكنوا من الهرب وتفجير قنبلة تسفر عن مقتل رجال كيغان. يهرب كيغان غاضبًا من أساليب بوبو الذي يتخلى عنه التحري كوون ويستمر بمفرده.
يلتقي كوون مع الملازم ليبرتون لطلب مساعدته، لكن ليبرتون يحاول قتله، لأنه أيضًا على جدول رواتب موريل. يظهر بوبو ويقتل ليبرتون وينقذ كوون. وفي هذه الأثناء، يكتشف كيجان وجود ابنة لعدوه بوبو، ويسارع باختطاف ليزا ثم يدعو بوبو ويعرض استبدال ليزا بمحرك الأقراص. يوافق بوبو ويلتقي بموريل في مستودع مهجور، حيث يسلمه محرك الأقراص ويسترد ليز، بينما يتسلل كوون إلى المبنى لاعتقال موريل ويقتل العديد من رجال موريل على طول الطريق. يغضب كيجان غضبًا شديداً عندما يسمح موريل لبوبو بالمغادرة ويقوم بقتل موريل ورجاله قبل مواجهة بوبو؛ ويبدأ قتال شرس بين الخصمين حتى يطعن بوبو كيجان في حلقه ويطلق عليه كوون، الذي ظهر فجأة، النار من مسافة بعيدة.
يستعيد كوون محرك الأقراص المحمول ويطلق بوبو النار على كتفه ليبدو كما لو أن كوون فشل في القبض على بوبو الذي لاذ بالفرار. يلتقي كوون مع بوبو في حانة، ويخبره أنه لم يذكر تورطه مع عصابة موريل للشرطة هذه المرة، ولكنه يتوعده إذا استمر في أعمال الإجرام فسوف يكون له بالمرصاد، يرحب بوبو بشرط أن يستطيع محقق الشرطة الوصول له، ويقود سيارته في ظلمة الليل.

## إنتاج الفيلم
الفيلم مقتبس من الرواية المصورة الفرنسية لألكسيس نولنت Du Plomb Dans La Tête "الرصاص في الرأس"، مع سيناريو أليساندرو كامون تحت عنوان للفيلم "طلقة في الرأس Headshot". أنتج الفريق المنتج في السابق فيلم "أنا رقم أربعة". وقال مسؤول تنفيذي بالفيلم: "هذا الفيلم هو بالضبط نوع المشروع سريع الخطى، ذو الطابع العالمي الذي يناسب نموذج أعمالنا. سيلفستر ستالون هو رمز دولي ونحن متحمسون حقًا للعمل معه."
في الأصل كان واين كرامر مرشحاً للإخراج، لكنه ترك المشروع عندما كانت رؤيته للفيلم أغمق مما أراده ستالون. ثم اتصل سيلفستر ستالون بالمخرج "والتر هيل" الذي كان قد فقد فيلماً قبل ستة أسابيع وقد كان يحاول الاضطلاع به منذ عام. ذكر هيل لاحقًا: "عندما تحدثت أنا وسلاي (اسم يطلق على سيلفستر ستالون) لأول مرة عن القيام بذلك، أخبرته أنني فكرت في لو أننا صنعنا هذا الفيلم مثل أفلام الحركة في السبعينيات أو الثمانينيات، وإذا أظهرنا سلاي بقصة شعر خاصة، وإذا لم نصنعه على مستوى نووي ما، وتركنا مساحة صغيرة للفكاهة، ربما سينجح كل شيء. أعني، هذه واحدة من تلك الروايات ... كما تعلمون، فيما يتعلق بالعالم الحقيقي، فهي رواية منافية للعقل إلى حد ما. ولكن هذا على ما يرام. هذا جزء من المعطيات. طالما أنك لا تنتهك القواعد وتناقض نفسك في إطار هذا الإحساس، فإن الناس يذهبون للمشاهدة .... لقد عرفنا أنا وستالون بعضنا البعض منذ 35 عامًا على الأرجح. لطالما كنت من أشد المعجبين بسلاي. يحب معظم المخرجين نجوم السينما لأنهم أدوات رائعة لسرد القصص باستخدامهم. سلاي ممثل لكنه نجم وكان نجمًا لفترة طويلة جدًا. عندما أرسل لي هذه الرواية، كان هناك شعور في كلا الجزأين، أنه إذا كان هذا سيحدث - نحن نعمل معًا - فمن الأفضل أن نجلس ونفعل ذلك. الوقت يمضي قدمًا."
تم اختيار توماس جين في الأصل لدور المحقق تايلور كوون ثم أعيد صياغة الدور بناءً على إصرار المنتج جويل سيلفر، مشيرًا إلى الحاجة إلى ممثل أكثر "عرقية" (ينتمي لطائفة) لجذب جمهور أوسع. أضاف المخرج هيل إنه يريد الاستمتاع بهذا النوع وقال: "نحن لا نفتح آفاقا جديدة. نحن نحاول أن نكون مسليين بتنسيق مألوف." وذكر المخرج أنه يصنع فيلم يتحد فيه الأصدقاء، لكنه صنع فيلمًا معاديةً للأصدقاء، وقال: "إنهم لا يحبون بعضهم البعض. ولن يحبوا بعضهم البعض. أقصى ما سيحققونه بحلول النهاية هو نوع من الاحترام على مضض. أنا مرتاح لذلك. يبدو أن الموقف بطبيعته أكثر دراماتيكية مما لو كانوا ودودين ويتعاونون ويحترمون بعضهم البعض. أيضًا ، بصراحة ، يمنحك وسيلة أفضل للعمل بروح الدعابة. يجب تخمير هذه الأشياء بروح الدعابة. إنه في الواقع يعزز العمل."

## استقبال الفيلم
كان الفيلم هو أسوأ فيلم افتتاحي في عطلة نهاية الأسبوع لسيلفستر ستالون منذ 32 عامًا، وثاني أقل إجمالي افتتاح في نهاية الأسبوع في كل العصور. حقق الفيلم 4.458.201 دولارًا في عطلة نهاية الأسبوع الافتتاحية. اعتبارًا من 24 مارس 2013، حقق الفيلم 9.489.829 دولارًا أمريكيًا في الولايات المتحدة و 12.457.380 دولارًا أمريكيًا في جميع أنحاء العالم بإجمالي 21.947.209 دولارًا أمريكيًا، وفشل في استرداد ميزانيته البالغة 40 مليون دولار.
منح موقع "الطماطم الفاسدة" الفيلم تقييماً مقداره 46% بناءاً على آراء 140 ناقداً سينمائياً، وكتب إجماع نقاد الموقع: "الفيلم هو إثارة مليئة بقمامة ذكريات ماضي نجم ومخرج سينمائي فخور، ولكن للأسف، هذه الذكريات هي كل ما لديهم لتقديمه."
منح موقع "ميتاكريتيك" الفيلم تقييماً مقداره 48% بناءاً على آراء 34 ناقداً سينمائياً.
منح الجمهور الذين استطلعت آراؤهم منظمة "سينما سكور" درجة (- B) على مقياس من (+ A) إلى (F ) 
وصف جاي ويسبرغ من مجلة "فارايتي" الفيلم بأنه: "ركلة مدفوعة بالشخصيات بدلاً من الحبكة الروائية."
رشح سيلفستر ستالون لجائزة "رازي Razzie Award" لأسوأ ممثل عن أدائه في هذا الفيلم بالإضافة لباقي أفلامه التي ظهرت في 2013 "خطة هروب" و"مباراة الضغينة". ولكن حصل على الجائزة الممثل جادين سميث (ابن الممثل ويل سميث) في فيلم "بعد الأرض".

## وصلات خارجية
- مقالات تستعمل روابط فنية بلا صلة مع ويكي بيانات